# Plecturocebus modestus
Plecturocebus modestus é uma espécie de platirrino da família Pitheciidae e subfamília Callicebinae, que ocorre na Bolívia. Ocorre apenas na cabeceira do rio Beni, um afluente do rio Madeira. Possui coloração amarronzada ou avermelhada claras, tufos brancos nas orelhas e pelos da testa e fronte da face de cor vermelha com uma fina listra negra na arcada supraciliar.